# Jevgraf Fjodorov

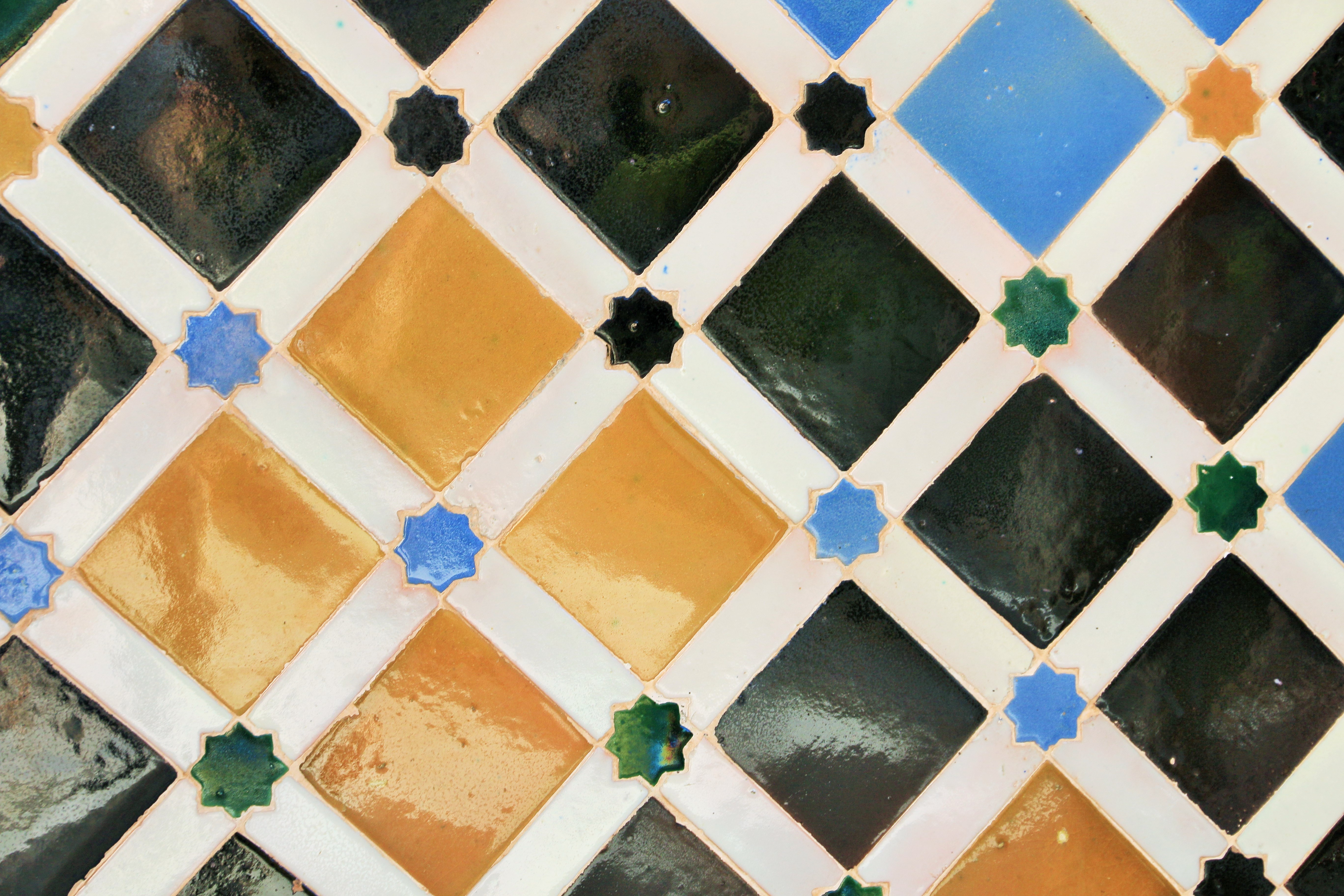
Patroon van tegels in Alhambra

Jevgraf Stepanovitsj Fjodorov (Russisch: Евграф Степанович Фёдоров) (Orenburg, 22 december 1853 – Petrograd, 21 mei 1919) was een Russisch wiskundige, scheikundige, kristallograaf en mineraloog.
Hij is het bekendst geworden door zijn ontdekking en het bewijs dat er 17 patroongroepen zijn. Hij toonde daarmee aan dat er maar 17 verschillende patroongroepen zijn van herhalende vormen, van patronen in het platte vlak. Deze patronen komen voor op vloeren en muren met vloer- en met wandtegels, op behang en in de natuur.
Fjodorov werd in de Russische stad Orenburg geboren in een familie van ingenieurs. Het gezin Fjodorov verhuisde later naar Sint-Petersburg. Hij was vanaf zijn vijftiende jaar geïnteresseerd in de theorie van veelhoeken en meer meetkundige figuren in het platte vlak, wat later zijn belangrijkste onderzoeksonderwerp werd. Hij werkte na zijn afstuderen toen hij 26 was aan het Gorny Institoet in Sint-Petersburg.
Hij heeft aan de meetkunde bijgedragen, aan de theorie van betegelingen in twee dimensies, aan de theorie van  patroongroepen. Zijn bekendste resultaat is zijn bewijs uit 1891 dat er 17 verschillende patroongroepen zijn, die een euclidisch vlak kunnen vullen. Omdat het bewijs van Fjodorov in het Russisch was opgesteld is het lange tijd onbekend gebleven. De stelling werd in 1924 door György Pólya en Paul Niggli onafhankelijk opnieuw bewezen. Het bewijs dat de lijst van behanggroepen compleet was, kwam pas nadat het veel moeilijker geval van de ruimtegroepen was opgelost. Hij werd in 1895 professor in de geologie bij het Landbouwinstituut Moskou, nu de Timirjazev Academie.
Fjodorov stierf in 1919 aan een longontsteking. Dat was tijdens de Russische Burgeroorlog in Petrograd, in de RSFSR. Petrograd was het voormalige Sint-Petersburg.

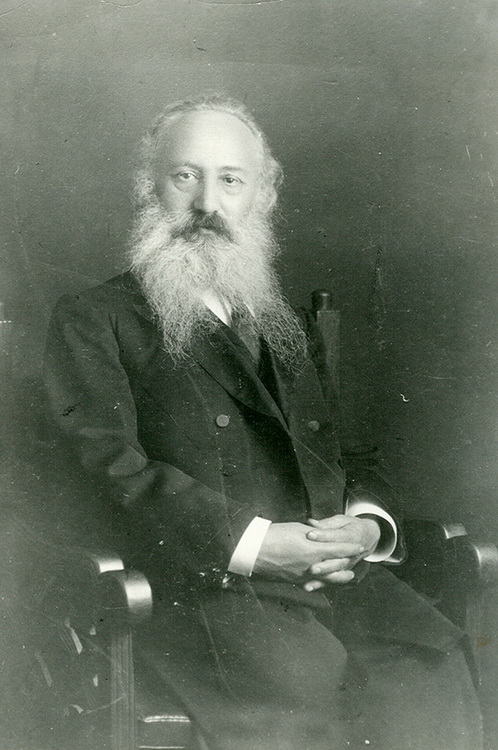
Jevgraf Fjodorov